# Shaden Zweib
Shaden Zweib (25 de marzo de 1989) es una deportista jordana que compitió en taekwondo. Ganó dos medallas de bronce en el Campeonato Asiático de Taekwondo en los años 2004 y 2006.

## Palmarés internacional
| Campeonato Asiático | Campeonato Asiático      | Campeonato Asiático | Campeonato Asiático |
| Año                 | Lugar                    | Medalla             | Categoría           |
| ------------------- | ------------------------ | ------------------- | ------------------- |
| 2004                | Seongnam (Corea del Sur) | Medalla de bronce   | +72 kg              |
| 2006                | Bangkok (Tailandia)      | Medalla de bronce   | –63 kg              |